# Edwige Feuillère
Edwige Feuillère, de artiestennaam van Edwige Caroline Cunati (Vesoul, 29 oktober 1907 - Boulogne-Billancourt, 13 november 1998) was een Franse actrice, 
actief in theater en films.
Ze was van 1931 tot 1933 verbonden aan de Comédie-Française waar ze in tientallen stukken meespeelde. In andere theatergezelschappen was ze actief van 1929 tot 1992 en bouwde ze een erg drukke carrière uit.
Tussen 1931 en 1975 speelde Edwige Feuillère in tientallen filmrollen. Ze debuteerde in de komedie Le Cordon bleu. Voor het personage van Ilsa Lund in  Casablanca uit 1942 was naast Michèle Morgan en Tamara Toumanova ook Feuillère in de running voor de rol die uiteindelijk naar Ingrid Bergman ging. Ze vertolkte haar laatste filmrol in 1975 in het drama La Chair de l'orchidée van Patrice Chéreau. 
Tijdens de eerste dertig jaar van haar filmcarrière, de vruchtbaarste periode, werkte ze vooral samen, dikwijls meerdere keren, met bekende regisseurs, allen bekwame en gedegen vakmannen. Cineasten als Maurice Tourneur, Jacques de Baroncelli (3 films), Abel Gance, Marcel L'Herbier, Raymond Bernard (5), Marc Allégret (2), Claude Autant-Lara (2),Christian-Jaque (2), Jean Delannoy,  waren allen bekwame en gedegen vakmannen die niet zelden romans, toneelstukken of historische onderwerpen verfilmden.
Ze speelde nadien nog wel in een aantal televisiefilms en televisieseries tot in 1995.
Ze was van 1931 tot 1933 kortstondig gehuwd met Pierre Feuillère. Ze behield als actrice zijn familienaam. Ze stierf in 1998 op eenennegentigjarige leeftijd aan de gevolgen van een hartinfarct. Ze werd begraven in Beaugency.

## Filmografie (selectie)
- 1931 - Mam'zelle Nitouche (Marc Allégret) - Claudia Procula
- 1935 - Golgotha (Julien Duvivier) - Claudia Procula
- 1935 - Lucrèce Borgia (Abel Gance) - Lucrezia Borgia
- 1936 - Mister Flow (Robert Siodmak) - Lady Héléna Scarlett
- 1937 - Feu! (Jacques de Baroncelli) - Edwige Elno
- 1939 - Sans lendemain (Max Ophuls) - Evelyne
- 1940 - De Mayerling à Sarajevo (Max Ophuls) - gravin Sophie Choteck
- 1942 - Mam'zelle Bonaparte (Maurice Tourneur) - Cora Pearl
- 1942 - L'Honorable Catherine (Marcel L'Herbier) - Catherine Roussel
- 1945 - La Part de l'ombre (Jean Delannoy) - Agnès Noblet
- 1946 - L'Idiot (Georges Lampin) - Nastásja Filíppovna Barjasjkova
- 1948 - L'Aigle à deux têtes (Jean Cocteau) - de koningin
- 1948 - Woman Hater (Terence Young) - Colette Marly
- 1951 - Le Cap de l'Espérance (Raymond Bernard) - Lyna
- 1952 - Adorables Créatures (Christian-Jaque) - Denise Aubusson
- 1954 - Le Blé en herbe (Claude Autant-Lara) - mevrouw Dalleray
- 1957 - Quand la femme s'en mêle (Yves Allégret) - Angèle
- 1958 - En cas de malheur (Claude Autant-Lara) - Viviane Gobillot, echtgenote van André
- 1961 - Amours célèbres (anthologiefilm van Michel Boisrond) - juffrouw Raucourt in de episode Les comédiennes
- 1961 - Le crime ne paie pas (anthologiefilm van Gérard Oury) - hertogin Dona Lucrezia in de episode Le Masque
- 1975 - La Chair de l'orchidée (Patrice Chéreau) - mevrouw Bastier-Wegener

## Erkenning
In 1984 kreeg ze uit handen van Jean Marais de César d'honneur voor haar hele oeuvre. In 1993 ontving ze de Molière de la comédienne, een belangrijke Franse theaterprijs. Ze werd geridderd tot grootofficier in het Legioen van Eer en Commandeur des Arts et des Lettres.
Het theater van Vesoul, haar geboortestadje in het departement van de Haute-Saône werd in 1983 hernoemd naar het Théâtre Edwige-Feuillère, als eerbetoon naar hun beroemde voormalige stadsgenote. In 2007 werd ook een plein in het stadscentrum van Vesoul naar haar hernoemd.
In 2004 werd in het 7e arrondissement van Parijs bij de heraanleg van een stratenkruising tot een klein pleintje de Place Edwige-Feuillère gecreëerd, vlak bij de avenue de la Bourdonnais 16, het huis waar ze van 1937 tot 1970 woonde.
- Bibsys: 90357931
- Bibliothèque nationale de France: cb11902695h (data)
- CiNii: DA13514350
- Gemeinsame Normdatei: 119078317
- International Standard Name Identifier: 0000 0001 2119 2193
- Library of Congress Control Number: n83224688
- Nationale bibliotheek van Australië: 49288341
- Nationale Bibliotheek van Israël: 987007397942705171
- Nederlandse Thesaurus van Auteursnamen: 068562071
- Réseau des bibliothèques de Suisse occidentale: 02-A003241132
- LIBRIS: 321933
- SNAC: w6x097b0
- Système universitaire de documentation: 026863901
- Trove: 1491142
- Virtual International Authority File: 7390149
- WorldCat: E39PBJw4xQMW3q6M6JhVGtqvpP